# José Mariano da Costa
José Mariano da Costa (? — ?) foi um político brasileiro.
Foi vice-presidente da província do Maranhão, exercendo a presidência interinamente de 18 a 28 de abril de 1888.